# Hypagyrtis pallidaria
Hypagyrtis pallidaria är en fjärilsart som beskrevs av W. Warren 1907. Hypagyrtis pallidaria ingår i släktet Hypagyrtis och familjen mätare. Inga underarter finns listade i Catalogue of Life.